# Crosbyton (Teksas)
Crosbyton je grad u američkoj saveznoj državi Teksas. Prema popisu stanovništva iz 2010. u njemu je živjelo 1.741 stanovnika.